# فيليكس فرانك
فيليكس فرانك (بالألمانية: Felix Frank) هو سياسي نمساوي، ولد في 31 أكتوبر 1876 بفيينا في النمسا، وتوفي في 2 مارس 1957 في النمسا. حزبياً، نشط في Greater German People's Party ‏. وقد انتخب عضو المجلس الوطني للنمسا.